# Nightcore
Un nightcore edit è una cover che accelera il tono musicale e il tempo del materiale sorgente del 10-30%. Il nome deriva da Nightcore, un duo norvegese che ha pubblicato versioni con pitch shift di canzoni Trance e Eurodance, ma ora si riferisce più ampiamente a qualsiasi cover accelerata (con un determinato strumento o applicazione). Nightcore è anche comunemente associato agli anime, con molte miniature YouTube di remix nightcore contenenti personaggi e illustrazioni degli anime. Alcuni possono anche venire con un visualizzatore dello spettro audio. Negli anni 2020 ha trovato nuova popolarità anche col nome sped up, speed up o tiktok version, dal nome della omonima piattaforma di social media, nel quale si è assistita maggior diffusione.

## 2000: Origini
Il termine nightcore è stato usato per la prima volta nel 2001 come nome per un progetto scolastico del duo di DJ norvegesi Thomas S. Nilsen Fiction e Steffen Ojala Søderholm, conosciuti rispettivamente con i loro nomi d'arte come DJ TNT e DJ SOS. Il nome Nightcore significa "noi siamo il cuore della notte, quindi ballerai tutta la notte", viene anche affermato "Nightcore è Hardcore". I due sono stati influenzati dalla voce alzata di tono in "Nessaja" e "The Logical Song" degli Scooter, affermando in un'intervista che "C'erano così pochi artisti di questo tipo, abbiamo pensato che mixare la musica nel nostro stile sarebbe stato un piacere le orecchie" e "Nightcore è diventato un genere musicale, un modo per fare musica più felice - "happy hardcore" come si suol dire".
Il duo ha impostato un modello dello stile: un'accelerazione del 25-30% (comunemente da circa 160 a 180 battiti per minuto) di una canzone trance o eurodance. La musica nightcore è stata paragonata a happy hardcore e al bubblegum bass grazie ai suoi ritmi veloci, al feeling energico e alla voce acuta. Nightcore ha realizzato cinque album di versioni accelerate di registrazioni di trance, incluso il loro album di debutto del 2002 con tredici tracce "Energized" e gli album successivi "Summer Edition 2002", "L'hiver", "Sensación" e "Caliente". Il loro primo album è stato realizzato con eJay, mentre tutto il loro lavoro successivo è stato realizzato con quelli che hanno descritto come programmi "top secret". Tutti i loro dischi sono stati venduti ai loro amici e DJ nella loro zona.

I lavori di Nightcore hanno iniziato ad apparire su servizi come LimeWire a metà del 2003 e YouTube nel 2006. La prima traccia nightcore ad apparire su quest'ultimo sito è stata "Dam Dadi Doo" del duo. Solo due degli album del progetto sono emersi su Internet.  Una delle prime persone a distribuire musica nightcore su YouTube è stato un utente di nome Maikel631, a partire dal 2008. Ha caricato per la prima volta circa 30 tracce originali di Nightcore sulla piattaforma. Nel 2009, ha creato una "nuova" traccia nightcore, così come la tecnica per creare materiale nello stile: 

## 2010: Popolarità
La prima modifica nightcore di un brano non dance è stata quella di Evanescence, caricata su YouTube nel 2011. Da lì, la musica è cresciuta in popolarità con più persone che hanno applicato il trattamento nightcore per generi più non dance come musica pop e hip-hop. Molti dei pionieri caricatori di nightcore, tra cui Maikel631, hanno definito questi edit non dance "falsi". La scena nightcore è poi passata a SoundCloud con l'aiuto dell'artista lilangelboi, che ha pubblicato circa dieci o quindici remix. Il capo di Manicure, Tom "Ghibli" Mike, ha ricordato: "Ne sono rimasto totalmente ossessionato. Ho messo su quello che ha fatto, l'abbiamo avuto qui per fare il DJ alcune feste, e poi si è trasferito qui. Questo è stato il modo in cui il nightcore è diventato una cosa per noi". La playlist #MANICURED dell'etichetta consisteva in interpretazioni nightstep di brani K-pop e electro house, alcuni di loro incorporano anche tecniche di produzione al di fuori del pitch-shifting e dell'accelerazione del materiale di partenza, come "Mile High" di Chipped Nails e Ponibbi e "Fave Hours" di FIJ I.

A metà degli anni 2010, la scena nightcore aveva attirato l'attenzione di musicisti come Djemba Djemba, Maxo e Harrison, Nina Las Vegas, Ryan Hemsworth, Lido, Moistbreezy e i fondatori di PC Music: Danny L Harle e AG Cook.  Harle e Cook hanno affermato nelle loro interviste di essere stati influenzati dal genere,
 Uno scrittore di  THUMP lo ha descritto come la "base per alcune delle più innovative musiche da club oggi" e ha scritto che ha anche portato a una serie di "terribili"  memi: 
Dance Music Northwest ha descritto il nightcore come "troppo orecchiabile, troppo ballabile e troppo divertente per non accoglierlo nel mainstream della musica dance". David Turner di MTV ha descritto un remix nightstep di 7 Years di Lukas Graham come "solo la normale fottuta canzone" e plagiarismo.

## Daycore
Il Daycore (a volte chiamato Anti-Nightcore) è l'opposto della musica nightcore. Anche se questo stile mantiene la maggior parte delle caratteristiche del nightcore, invece di accelerare la musica, si tratta di rallentarla. È uno stile in cui una canzone viene creata rallentando la melodia e viene introdotto un ritmo più lento. Così le voci della musica sono più lente ma soprattutto assumono un tono molto più profondo. Sempre negli anni 2020 è ritornato alla ribalta col nome di slowed o slowed & reverb (rallentato con riverbero)

## Nightstep
Il Nightstep è l'applicazione delle stesse tecniche del nightcore nel vocal dubstep o comunque generi derivati dal pop.